# مارغريت الأولى، كونتيسة فلاندرز
مارغريت الأولى (توفيت. 15 نوفمبر 1194) كانت في القانون كونتيسة فلاندرز من 1191 حتى وفاتها، هي ابنة تييري، كونت فلاندرز وسيبيلا من أنجو، وكانت وريثة لـ شقيقها فيليب الأول الذي لم ينجب الأطفال.
في 1160 تزوجت من رالف الثاني، كونت فرماندوا الذي توفي من الجذام في 1167، دون أنجاب لأبناء.
في 1169 تزوجت من ابن عمها من الدرجة الثالثة بالدوين الخامس، كونت هينو الذي أصبح شريكاً معها عند حصولها على الكونتية في 1191؛ وانجبت له ثمانية أبناء:-
- إيزابيلا (فالنسيان؛ أبريل 1170 - 15 مارس 1190؛ باريس)، متزوجة من فيليب الثاني ملك فرنسا.
- بالدوين السادس، كونت هينو (1171-1205)، كونت فلاندرز وإمبراطور اللاتينية.
- يولاندا (1175-1219)، متزوجة من بيير الثاني من كورتيناي ، إمبراطور القسطنطينية اللاتينية.
- فيليب الأول، ماركيز نامور (1175-1212).
- هنري دي فلاندرز (1176-1216)، الإمبراطور اللاتينية بعد وفاة شقيقه.
- سيبيل (1179 - 9 يناير 1217)، متزوجة من كيشار الرابع، سير بيوجيو.
- يوستاس (توفي 1219)، وصي العرش لـ مملكة سالونيك.
- غودفري.